# ハビエル・アリサラ
ハビエル・アリサラ（Javier Eduardo Arizala Caicedo, 1984年4月21日 - ）は、コロンビア出身の元サッカー選手。現役時代のポジションはディフェンダー。

## 経歴
コパ・アメリカ2007ではコロンビア代表の左サイドバックとして全試合に出場。
2003 FIFAワールドユース選手権では4位入賞に貢献した。

## 代表歴
- U-20コロンビア代表
  - 2003年 - FIFAワールドユース選手権
- コロンビア代表
  - 2007年 - コパ・アメリカ